# Der Gaukler Pamphalon

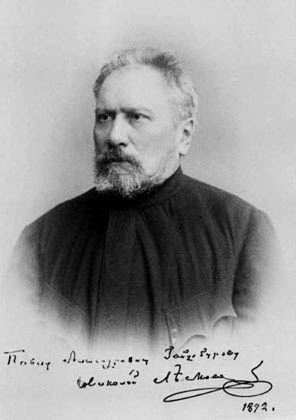
Nikolai Leskow im Jahr 1872

Der Gaukler Pamphalon (russisch Скоморох Памфалон, Skomoroch Pamfalon) ist eine Erzählung des russischen Schriftstellers Nikolai Leskow, die 1887 im Märzheft der Zeitschrift Historischer Bote erschien. Der Autor hatte den Stoff zu dieser altchristlichen Legende aus dem Prolog, der slawischen Version eines Synaxarions für die Stadt Konstantinopel, entnommen. Der Erzähler nennt sich „der Abschreiber der Legende“.

## Inhalt
Zu Zeiten Theodosius des Großen legt der Statthalter Hermias aus Protest gegen die Verleumder und Heuchler im Umkreis des Kaisers seine Ämter nieder. Nach dem Tod seiner Frau lässt er seine Sklaven frei, verkauft seinen Besitz und verschenkt den Erlös an die Armen.  Er verlässt Konstantinopel, wandert nach Edessa und besteigt bei einem Dorf am Rande der Wüste eine Säule, auf der er lange Jahre stehen bleibt. Der finstere und schweigsame Säulenheilige wird von den Dorfbewohnern beköstigt. Hermias ist verzweifelt, weil er in seinem Leben niemand kennen gelernt hat, der Gott wohlgefällig war. Nach dreißig Jahren auf der Säule spricht schließlich Gott zu ihm: „Du bist im Unrecht, Hermias, wenn du dich grämst und entsetzest: Es gibt Menschen, die Gott wohlgefällig sind und im Buch des ewigen Lebens stehen … Steige herab, Hermias, … du mußt Pamphalon aufsuchen.“ Also steigt er von der Säule und geht nach Damaskus.
Pamphalon ist ein Gaukler, der seine Mutter mit seinem Gauklerhandwerk ernährt hat. Bei den Hetären unterhält Pamphalon reiche Müßiggänger gegen Geld mit seinen Späßen. Pamphalon kann mit Hermias nicht über das, was ihm am Herzen liegt, plaudern, dazu fehlt ihm die Zeit. Enttäuscht kehrt er auf seine Säule zurück. Doch sofort weht ihn der von Gott geschickte Wüstenwind wieder nach Damaskus zu Pamphalon zurück. Gott herrscht den Heiligen an: „Geh nicht fort von Pamphalon, bitte ihn, dir zu erzählen, wie er das Werk seiner Rettung betrieben hat.“
Pamphalon erzählt nun Hermias die Geschichte von der jungen und schönen Damaszenerin Magna, die von ihren Eltern gegen ihren Willen mit dem Byzantiner Rufinus verheiratet worden war. Nach einer langen unglücklichen Ehe war sie von dem hochverschuldeten Ehemann und ihren Kindern getrennt und zur Arbeit bei einer Hetäre geschickt worden. Pamphalon hatte sich dort in Magna verliebt. Als er durch das Geldgeschenk eines Kunden zu bescheidenem Wohlstand gelangt war, wollte sich Magna Pamphalon hingeben. Als Gegenleistung für die Liebesnacht sollte er ihre Angehörigen freikaufen. Da Pamphalons Geld aber nicht ausreichte, half ihm die Hetäre auf seine Bitten hin mit der fehlenden Summe aus.
Hermias hat in Damaskus erkannt, dass auch ein Mensch, den die Welt verachtet, dank seiner Barmherzigkeit ins Himmelreich gelangen kann.  Hermias kehrt zwar zu seiner Säule zurück, die er aber nicht mehr besteigt. Er wird Ziegenhirt und unterrichtet die Kinder des Dorfs.

## Adaption
- 2003 Jobst Langhans inszenierte für das Michael Tschechow Studio Berlin Pamphalon, Gaukler.

## Deutschsprachige Ausgaben
- Der Gaukler Pamphalon. Aus dem Russischen von Ruth Hanschmann. In: Nikolai Leskow: Der Weg aus dem Dunkel. Erzählungen. Dieterich, Leipzig 3. Aufl. 1972. S. 370–451. (Sammlung Dieterich. 142.)
- Der Gaukler Pamphalon. Erzählung.  Übersetzung und Nachwort von Johannes von Guenther. Stuttgart, Reclam 1983. (Reclams Universal-Bibliothek.)  (mehrere Auflagen) ISBN 978-3-15007788-7

Verwendete Ausgabe:
- Der Gaukler Pamphalon. Deutsch von Günter Dalitz. In: Eberhard Reißner (Hrsg.): Nikolai Leskow: Gesammelte Werke in Einzelbänden. Rütten & Loening, Berlin 1971. S. 408–476.